# Robert Hardy
Timothy Sydney Robert Hardy CBE (* 29. Oktober 1925 in Cheltenham, Gloucestershire, England; † 3. August 2017 in London) war ein britischer Schauspieler.

## Leben
Robert Hardys Vater, Henry Harrison Hardy, war von 1919 bis 1931 Direktor des Cheltenham Colleges, das zu den ersten großen Internatsschulen im viktorianischen England zählt. Robert Hardy studierte zunächst in Oxford bei J. R. R. Tolkien und C. S. Lewis Literaturwissenschaften. Das Studium schloss er als Bachelor of Arts (BA) ab. 1949 begann Hardys Schauspielerkarriere am Shakespeare Memorial Theatre in Stratford-upon-Avon mit klassischen Stücken wie William Shakespeares Henry V. In der zweiten Hälfte der 1950er-Jahre begann Hardy, zunächst an Fernsehproduktionen, dann an Kinofilmen als Darsteller mitzuwirken.
Einem breiten Publikum bekannt wurde Hardy ab 1978 durch die Hauptrolle des Tierarztes Siegfried Farnon in der BBC-Serie All Creatures Great and Small bekannt. In Deutschland wurde die Serie unter dem Titel Der Doktor und das liebe Vieh ab 1979 von der ARD ausgestrahlt. Beginnend mit der 1981 erschienenen Miniserie Winston Churchill: The Wilderness Years wurde der britische Premierminister Winston Churchill eine Paraderolle von Hardy, die er noch mehrfach auf der Bühne und vor der Kamera spielte.
Zwischen 2002 und 2007 war er als wenig kompetenter Zaubereiminister Cornelius Fudge in vier der Harry-Potter-Filme zu sehen. 2013 beendete er seine Bühnenkarriere, nachdem er sich bei einer Aufführung des Theaterstücks The Audience von Peter Morgan – worin er erneut Churchill spielte – durch einen Sturz mehrere Rippen brach.

## Privates
Neben seiner schauspielerischen Tätigkeit beschäftigte sich Hardy mit mittelalterlicher Kriegsführung, insbesondere mit der Geschichte des Langbogens. Er verfasste zwei Bücher und besaß eine Sammlung historischer Gegenstände zu diesem Thema. Er wurde als Experte bei der Begutachtung der Funde auf der Mary Rose hinzugezogen. 
Robert Hardy war von 1952 bis 1956 mit Elizabeth Fox verheiratet, der Tochter des Pönologen Lionel Wray Fox (1895–1961). Seine zweite Ehe mit der Kostümbildnerin Sally Pearson, einer Tochter der Schauspielerin Gladys Cooper, dauerte von 1961 bis 1986. Aus seinen Ehen gingen drei Kinder hervor. Mit dem Schauspieler Richard Burton war Hardy befreundet.
Hardy starb am 3. August 2017 im Alter von 91 Jahren in Denville Hall, einem Seniorenheim für Schauspieler im Borough of Hillingdon am Westrand Londons.

## Ehrungen und Auszeichnungen
1981 wurde Hardy von Königin Elisabeth II. zum Commander of the Order of the British Empire (CBE) ernannt. 1990 wurde er zum Fellow of the Society of Antiquaries of London (FSA) in London gewählt.

## Filmografie (Auswahl)

### Kino
- 1958: Torpedo los! (Torpedo Run)
- 1965: Der Spion, der aus der Kälte kam (The Spy Who Came in from the Cold)
- 1967: Zirkus des Todes (Berserk!)
- 1967: Wie ich den Krieg gewann (How I Won the War)
- 1971: John Christie, der Frauenwürger von London (10 Rillington Place)
- 1972: Der junge Löwe (Young Winston)
- 1972: Dämonen der Seele (Demons of the Mind)
- 1973: Sir Gawain und der grüne Ritter (Gawain and the Green Knight)
- 1973: Das Grab der lebenden Puppen (Dark Places)
- 1973: Der Frosch (Psychomania)
- 1973: Ich – die Nummer eins (Le silencieux)
- 1974: Die Ohrfeige (La gifle)
- 1985: Die letzte Jagd (The Shooting Party)
- 1988: Paris bei Nacht (Paris by Night)
- 1994: Mary Shelley’s Frankenstein (Frankenstein)
- 1995: Verschwörung der Leckermäuler (A Feast at Midnight)
- 1995: Sinn und Sinnlichkeit (Sense and Sensibility)
- 1997: Mrs. Dalloway
- 1998: An Ideal Husband (Regie: William P. Cartlidge)
- 1998: The Tichborne Claimant
- 1998: Der Barbier von Sibirien (Sibirskiy tsiryulnik)
- 2002: The Gathering
- 2002: Thunderpants
- 2002: Harry Potter und die Kammer des Schreckens (Harry Potter and the Chamber of Secrets)
- 2004: Harry Potter und der Gefangene von Askaban (Harry Potter and the Prisoner of Azkaban)
- 2005: Making Waves
- 2005: Harry Potter und der Feuerkelch (Harry Potter and the Goblet of Fire)
- 2005: Lassie kehrt zurück (Lassie)
- 2007: Harry Potter und der Orden des Phönix (Harry Potter and the Order of the Phoenix)
- 2008: Framed
- 2013: Quick Slip Me a Bride

### Fernsehen
- 1955: Othello
- 1957: Twelfth Night
- 1957: Seeabenteuer (The Buccaneers, Fernsehserie, Folge 1x32)
- 1960: An Age of Kings (Fernsehserie, 6 Folgen)
- 1961: Rashomon
- 1971: The Stalls of Barchester
- 1971: Elizabeth R
- 1972: The Incredible Robert Baldick: Never Come Night
- 1975: The Secret Agent
- 1975: Caesar and Claretta
- 1976: Edward VII.
- 1977: Owner Occupied
- 1978–1990: Der Doktor und das liebe Vieh (All Creatures Great and Small, Fernsehserie, 90 Folgen)
- 1980: Twelfth Night
- 1981: The Pied Piper of Hamelin
- 1984: Die verrückten Abenteuer des Robin Hood (The Zany Adventures of Robin Hood)
- 1985: The Death of a Heart
- 1985: Jenny’s War
- 1987: Northanger Abbey
- 1988: König ihres Herzens (The Woman He Loved)
- 1988: Marcus Welby, M.D.: A Holiday Affair
- 1988–1989: Feuersturm und Asche (War and Remambrance) (Fernsehserie, 12 Folgen)
- 1989: Bomber Harris
- 1992: Der König der Erpresser (The Master Blackmailer)
- 1993: Inspektor Morse, Mordkommission Oxford (Inspector Morse, 1 Folge)
- 1996: Gullivers Reisen (Gulliver’s Travels)
- 1999: The People’s Passion
- 1999: Rosamunde Pilcher – Das große Erbe (Nancherrow)
- 1999: Inspector Barnaby – Sport ist Mord (Midsomer Murders, Fernsehserie, eine Folge)
- 2000: Justice in Wonderland
- 2000: Das zehnte Königreich (The 10th Kingdom, Fernsehserie, sechs Folgen)
- 2001: Die vergessene Welt (The Lost World)
- 2002: Ernest Shackleton (Shackleton, Miniserie)
- 2002: Bertie and Elizabeth
- 2002: The Falklands Play
- 2003: Lucky Jim
- 2003: Death in Holy Orders
- 2006: Agatha Christie’s Marple: The Sittaford Mystery
- 2009: Margaret
- 2010: Lewis – Der Oxford Krimi: Unter dem Stern des Todes (Lewis: Dark Matter)
- 2015: Churchill: 100 Days That Saved Britain

## Veröffentlichungen
- Longbow: A Social and Military History. Patrick Stephens Ltd, ISBN 1-85260-412-3.
- The Great Warbow: From Hastings to the Mary Rose. The History Press Ltd, ISBN 0-7509-3167-1.